# سباق قوانغشي للسيدات 2017
سباق قوانغشي للسيدات 2017 هو سباق دراجات هوائية، وهو الموسم الأول من سباق قوانغشي للسيدات ‏، وأقيم في 24 أكتوبر 2017 ضمن سباقات سباق الدراجات على الطريق للسيدات 2017، وشارك فيه  73 متسابقاً ووصل إلى نهايته  72 متسابقاً.
فاز بالمركز الأول Maria Vittoria Sperotto ‏، وبالمركز الثاني ايمي كوري، وبالمركز الثالث لوسي جارنر.

## الفرق
| فرق سيدات محترفة (10)- Aromitalia–Basso Bikes–Vaiano ‏ - أيه آر مونكس برو سيكلينج للسيدات ‏ - بيبينك ‏ - BTC City Ljubljana ‏ - China Liv Pro Cycling ‏ - Pro Cycling Team Fanini ‏ - لاريس واوودلز للسيدات 2017 ‏ - Minsk Cycling Club (women's team) ‏ - Liv AlUla Jayco ‏ - Wiggle High5 Pro Cycling ‏ فرق وطنية (6)- منتخب النمسا لركوب الدراجات للسيدات 2017‏ - فريق هونغ كونغ لركوب الدراجات للسيدات 2017‏ - فريق ماليزيا لركوب الدراجات للسيدات 2017‏ - فريق الفلبين لركوب الدراجات للسيدات 2017‏ - فريق رومانيا لركوب الدراجات للسيدات 2017‏ - فريق سنغافورة لركوب الدراجات للسيدات 2017‏ |  |
| |  |

## التصنيف العام النهائي
| التصنيف العام                           | التصنيف العام            | التصنيف العام         | التصنيف العام | التصنيف العام |
| العداء                                  | العداء                   | الفريق                | الوقت         |               |
| --------------------------------------- | ------------------------ | --------------------- | ------------- | ------------- |
| 1                                       | Maria Vittoria Sperotto ‏ | BePink Cogeas         | 2 س 51 د 56 ث |               |
| 2                                       | ايمي كوري                | Wiggle High5          | + 0 ث         |               |
| 3                                       | لوسي جارنر               | Wiggle High5          | + 0 ث         |               |
| 4                                       | Jelena Erić (cyclist) ‏   | BTC City Ljubljana    | + 0 ث         |               |
| 5                                       | Mia Radotić ‏             | BTC City Ljubljana    | + 0 ث         |               |
| 6                                       | Sarah Inghelbrecht ‏      | Lares-Waowdeals Women | + 0 ث         |               |
| 7                                       | Diao Xiaojuan ‏           | هونغ كونغ             | + 0 ث         |               |
| 8                                       | يوجينة بوجاك             | BTC City Ljubljana    | + 0 ث         |               |
| 9                                       | Mieke Docx ‏              | Lares-Waowdeals Women | + 0 ث         |               |
| 10                                      | Kathrin Schweinberger ‏   | النمسا                | + 0 ث         |               |
|                                         |                          |                       |               |               |
| مصادر: ProCyclingStats Cycling Quotient |                          |                       |               |               |

## وصلات خارجية
- لمحة عن سباق سباق قوانغشي للسيدات 2017 على موقع  ProCyclingStats   (برو  سايكلنج  ستاتس) - إحصاءات  محترفي  الدراجات.
- سباق قوانغشي للسيدات 2017 على موقع إحصائيات الدراجات الإحترافية (الإنجليزية)